# (199) Biblis
(199) Biblis és un asteroide que forma part del cinturó d'asteroides descobert per Christian Heinrich Friedrich Peters el 9 de juliol de 1879 des de l'observatori Litchfield de Clinton, als Estats Units d'Amèrica.
Està anomenat per Biblis, un personatge de la mitologia grega.
Byblis orbita a una distància mitjana de 3,167 ua del Sol, podent apropar-se fins a 2,6 ua. La seva excentricitat és 0,1791 i la inclinació orbital 15,48°. Completa una òrbita al voltant del Sol al cap de 2.059 dies.